# 大顎

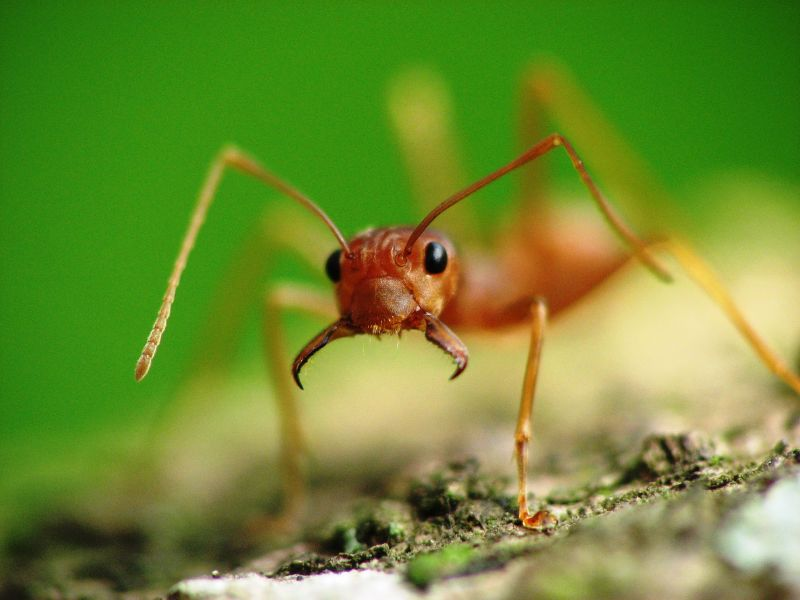
大顎を大きく開いたツムギアリ

大顎（おおあご、だいがく、英：ｍandible）とは、大顎類の節足動物に特有の1対の付属肢（関節肢）であり、口器を構成する器官の1つである。大腮（たいさい）とも呼ばれる。

## 概要
| 体節：   | 先節 | 1       | 2                | 3    | 4       | 5            |
| -------- | ---- | ------- | ---------------- | ---- | ------- | ------------ |
| 付属肢： | 上唇 | 第1触角 | 第2触角/（退化） | 大顎 | 第1小顎 | 第2小顎/下唇 |

大顎類の節足動物、いわゆる多足類・甲殻類・六脚類などの頭部は、基本として口器に特化した3対の付属肢（関節肢）をもつ。そのうち最初の1対が大顎である。それに対して残り2対の顎は小顎（こあご、しょうがく、英：maxilla）と呼ばれるが、これらは必ずしも大顎より小さいとは限らない。大顎は発生学・体節制的に第3体節由来で、口と触角の直後に配置される。
大顎の本体部分（gnathal element）は付属肢最初の肢節、すなわち原節（protopod, basipod）のみから構成されるため、途中は原則として肢節的な関節はない（多足類のみ二次的な関節構造をもつ）。多くの甲殻類は、大顎の外側に大顎髭（mandibular palp）という直後の肢節に当たる部分が残されるが、多足類、六脚類、および一部の甲殻類（鰓脚類・カシラエビ類・ムカデエビ類、軟甲類の一部など）の場合、この大顎髭は少なくとも成体で完全に退化消失している。

## 多様性

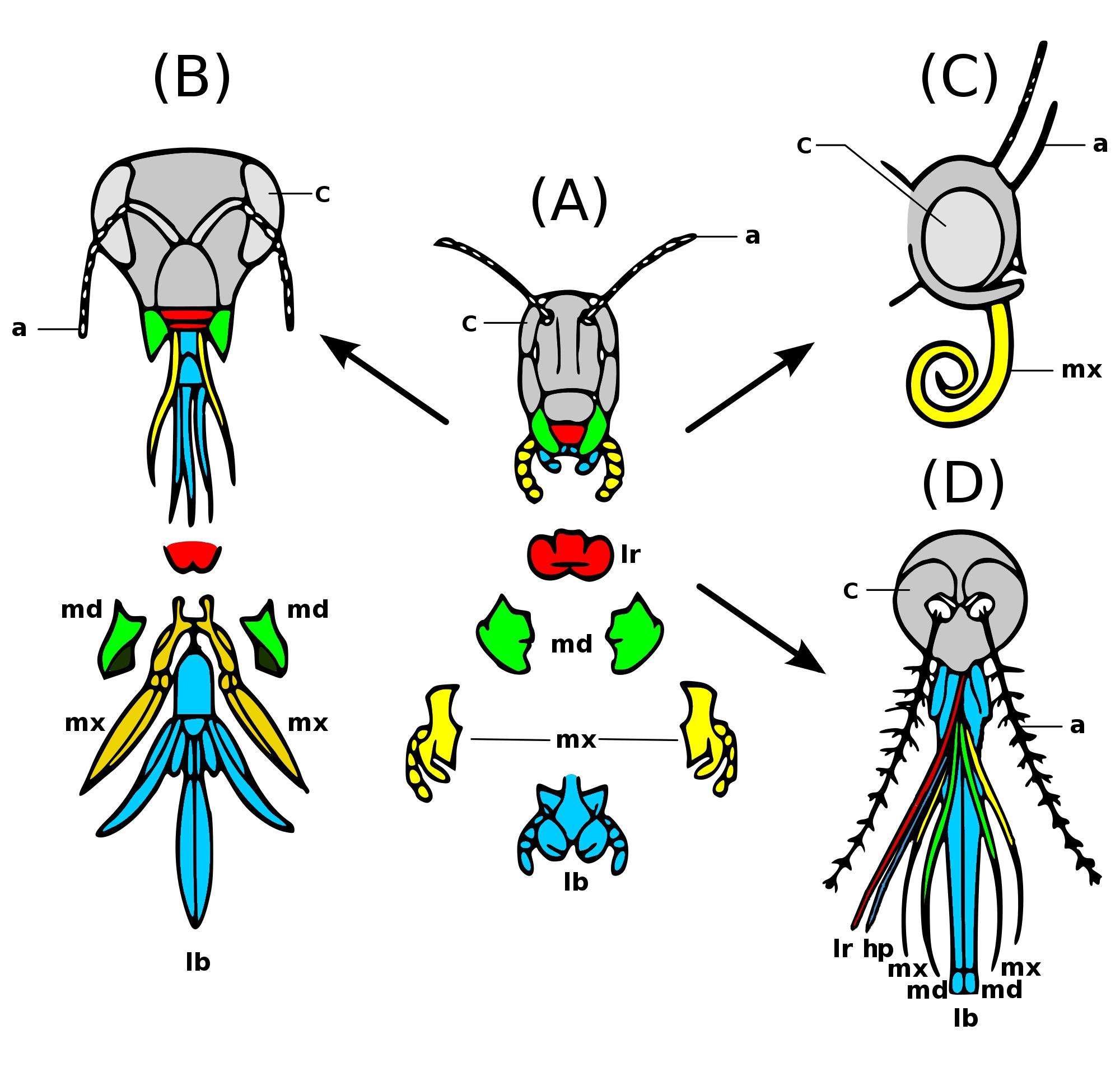
様々な昆虫の上唇（赤、lr）、触角（a）、大顎（緑、md）、小顎（黄、mx）と下唇（青、lb）
A：バッタ
B：ミツバチ
C：チョウ（大顎は退化消失）
D：カ

端脚類の大顎（5=大顎髭）
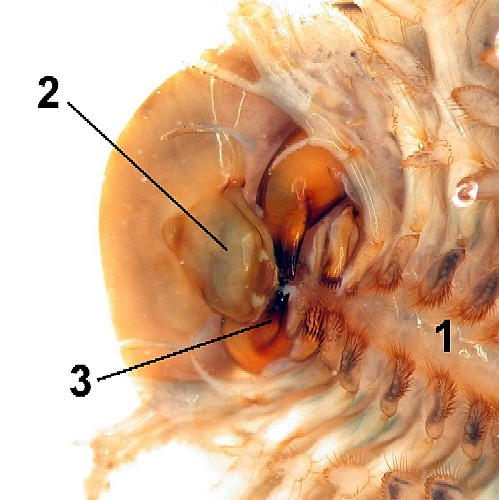
カブトエビの大顎（3）
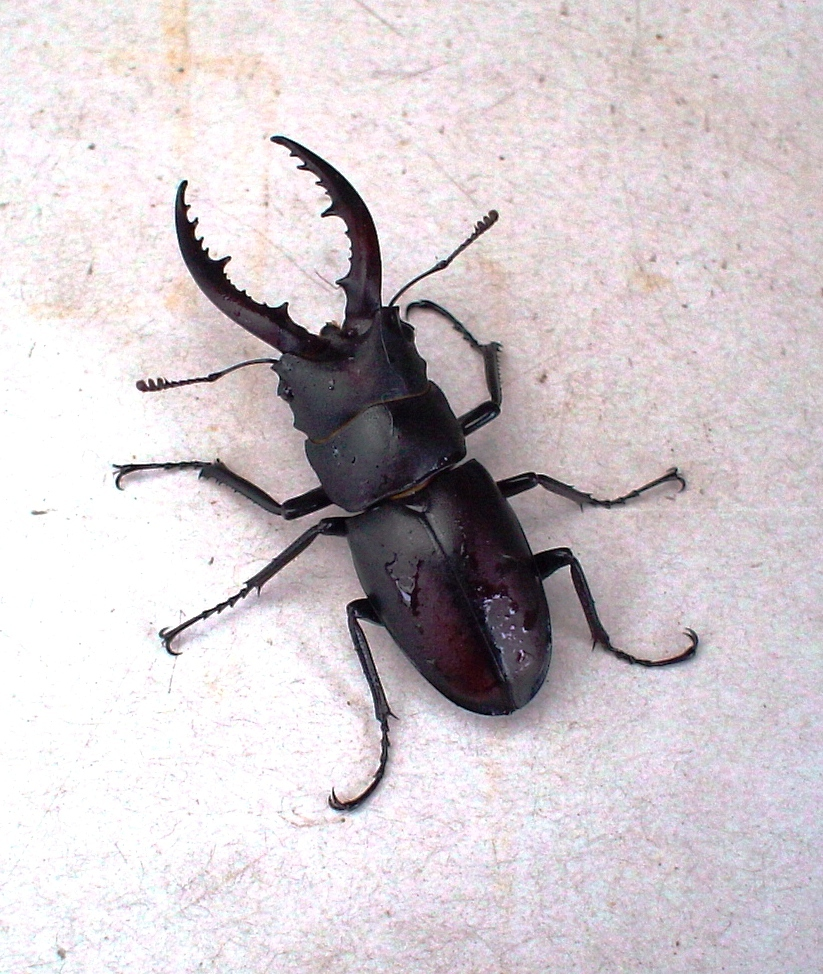
ノコギリクワガタのオス。頭部の前方に強大な大顎をもつ。

通常、大顎類の3対の顎の中で大顎は特に頑丈な方で、内側に歯が生えて、餌を把握・切断・粉砕する役割を担う器官である。しかしそれに当てはまらない例外もあり、昆虫で特に多く見られる。液体状の餌を摂るのに特化した昆虫、例えば半翅類（カメムシ・セミなど）やカの大顎は、他の口器と共に細長く変形し、口針の一部を構成する。一部の昆虫、例えば多くのクワガタムシのオスは、摂食の代わりに闘争用の武器に変化した大顎をもつ。大顎が退化的になったものもあり、例えばコバネガ以外の鱗翅類（ガとチョウ）の成体は大顎が退化消失するほどである。

## 大顎と誤解される付属肢

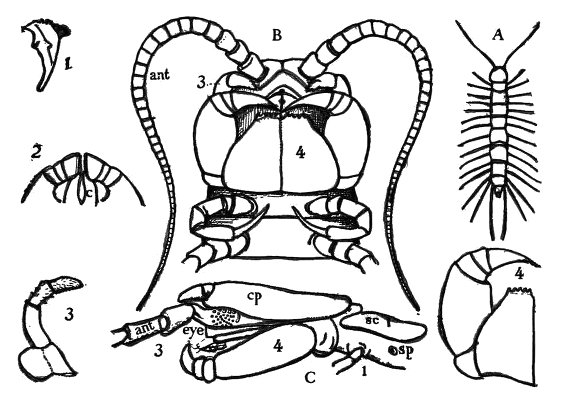
ムカデの頭部。常に第1小顎（2）によって覆われる小さな大顎（1）と、顎のように発達した顎肢（4）をもつ。

クモの鋏角（上顎）やムカデの顎肢は顎のような形をした口器であるため、しばしば誤って "大顎" と紹介されているが、いずれも顎ですらなく、大顎とは別起源（大顎は第3体節由来に対して、鋏角は第1体節、顎肢は第6体節）の付属肢である。クモを含めて鋏角類にそもそも顎はなく、ムカデの実際の大顎は常に平板状の第1小顎に覆われて目立たない。